# 2e corps « Khartia »
Le 2e corps de la Garde nationale ukrainienne « Khartia » (ukrainien : 2 Корпус Національної Гвардії України « Хартія ») est grande unité de la Garde nationale ukrainienne.

## Histoire
Le 2e Corps de Khartia est une formation de la Garde nationale d'Ukraine, crée dans le cadre des réformes de réorganisation de l'armée ukrainienne. Elle tire ses origines et son modèle opérationnel de la célèbre brigade Khartiya, une unité dotée d'une expérience significative dans les opérations de combat. En s’appuyant sur l’expertise de commandants expérimentés d’unités comme Azov et Khartiya, la Garde nationale vise à améliorer ses capacités et sa structure organisationnelle.
Dans un sens plus large, la formation de corps spécialisés tels que le 2e Khartia s’inscrit dans la tradition ukrainienne d’adapter ses forces armées pour faire face à l’évolution des menaces.

## Structure
En 2025, la structure de la société est la suivante :
2e Corps de la Garde nationale ukrainienne « Khartia » :
- 2e corps Khartia
  - QG du corps d'armée
  -  3e brigade « Spartiate »
  -  4e brigade « Roubij »
  -  13e brigade « Khartia »
  -  17e brigade « Raid » (uk)
  -  18e brigade « Sloviansk »